# Plants vs. Zombies 2: It’s About Time
Plants vs. Zombies 2: It’s About Time — мобильная игра в жанре tower defense, разработанная PopCap Games и изданная Electronic Arts в 2013 году. Является продолжением игры Plants vs. Zombies.

## Игровой процесс

Уровень в Древнем Египте

Plants vs. Zombies 2: It’s About Time, в отличие от своего предшественника, является бесплатной. В игре присутствует возможность покупки монет и алмазов (внутриигровая премиумная валюта) для открытия специальных способностей. Несмотря на это, игру можно пройти и без них. Условия победы на уровне могут быть разными. Сперва игрок имеет возможность пройти обучение, проходящее в его доме, знакомом по первой части игры. Затем он переносится в другие миры: Древний Египет, Карибское море, Дикий Запад, Ледниковые пещеры, Затерянный город, Далёкое будущее, Тёмные века, Неоновые восьмидесятые, Газон Юрского периода, Пляж большой волны и Наши дни. В китайской версии игры есть пять дополнительных миров: Мир кунг-фу, Небесный город, Эпоха пара, Эпоха Возрождения и Эпоха Хэйан.

## Сюжет
Безумный Дейв (сосед игрока) съедает тако с острым соусом. Он хочет ещё раз съесть это блюдо и для этого отправляется в прошлое, воспользовавшись машиной времени в виде дома на колёсах, обладающего искусственным интеллектом, которого зовут Пенни. Из-за не совсем корректной работы механизма они оказываются в Древнем Египте. Обстоятельства осложнены тем, что зомби, под предводительством доктора Эдгара Зомбосса, вернулись в прошлое в надежде создать альтернативную версию истории, в которой зомби правят на Земле. Игрок должен исправить временные парадоксы и побеждать зомби в различных временных линиях.

## Разработка и выпуск
В августе 2012 года PopCap Games анонсировали продолжение своей игры Plants vs. Zombies, которое будет включать новые ситуации и возможности. Позднее компания подтвердила, что выпуск игры назначен на 18 июля 2013 года. 26 июня PopCap сообщили на своей странице в Twitter о переносе даты релиза. 9 июля 2013 года, чтобы проверить работу серверов, игра была выпущена в Австралии и Новой Зеландии в магазине приложений App Store. Для всего мира игра стала доступна 15 августа 2013 года и уже через пять дней заняла лидирующие позиции в топе 137 стран. 12 сентября PopCap Games выпустили игру для операционной системы Android в Китае и объявили, что общий выпуск игры в Google Play состоится позднее этой осенью. 2 октября игра была запущена в австралийском и новозеландском магазинах Google Play, а 23 октября во всём остальном мире.

## Отзывы
| Сводный рейтинг    | Сводный рейтинг |
| Агрегатор          | Оценка          |
| ------------------ | --------------- |
| GameRankings       | 85,11 %         |
| Metacritic         | 86 %            |
| Иноязычные издания |                 |
| Издание            | Оценка          |
| Destructoid        | 9/10            |
| Edge               | 9/10            |
| Eurogamer          | 8/10            |
| GameSpot           | 8,9/10          |
| IGN                | 8,7/10          |
| Wired Magazine     | 19/28           |
| MacWorld           | 5,5             |
| Gamezeboo          | 4,5/5           |

Игра получила в основном положительные оценки и отзывы. 20 августа 2013 года на Gamescom PopCap объявила, что игра была загружена 15 миллионов раз, что является лучшим результатом среди мобильных игр, выпущенных EA. Через десять дней количество загрузок увеличилось до 25 миллионов, что превысило продажи первой части игры за всё время её существования.
В декабре 2013 года, игра была номинирована на Spike Video Game Awards как лучшая казуальная игра года. Apple назвала Plants vs. Zombies 2 одной из лучших игр года.